# Anna Mouglalis

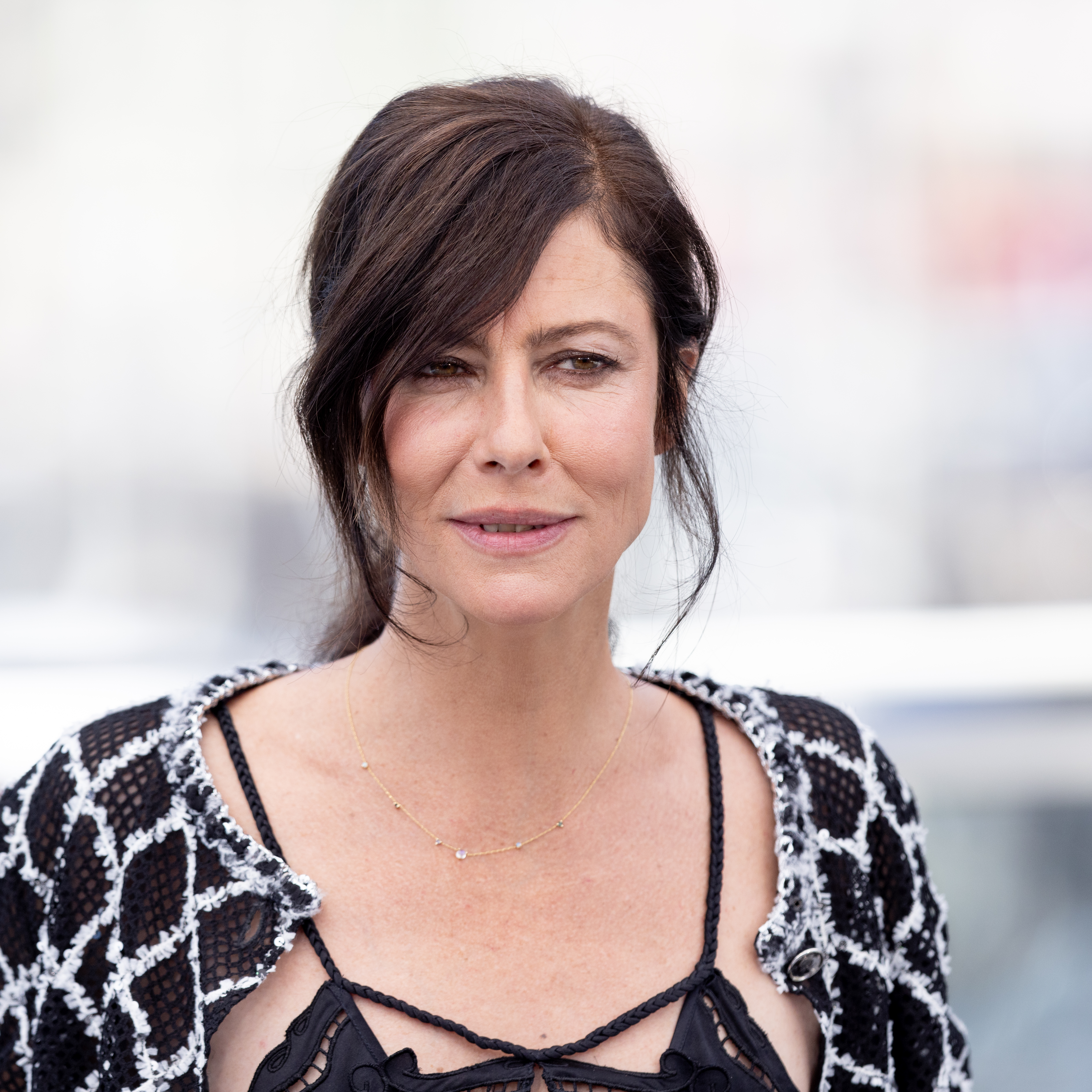
Anna Mouglalis (2025)

Anna Mouglalis (* 26. April 1978 in Fréjus) ist eine französische Schauspielerin und Fotomodell.

## Leben
Ihr Vater ist Akupunkteur und Sohn eines griechischen Einwanderers, ihre Mutter eine bretonische Masseurin. Anna Mouglalis wuchs in Nantes auf, übte sich im Wasserspringen und verließ 16-jährig ihre Familie, um in Paris zu studieren. Sie wandte sich dem Theater zu, war zunächst Regieassistentin am Théâtre Rive Gauche und spielte in dem Stück Frühlings Erwachen von Frank Wedekind. Anschließend studierte sie bis 2001 das schauspielerische Handwerk am Pariser Conservatoire national supérieur d’art dramatique, wo Daniel Mesguich einer ihrer Lehrer war.
Ab 1998 nahm sie Filmrollen wahr, blieb der Bühne aber erhalten. Größere Bekanntheit verdankte sie ihrem Auftritt in Claude Chabrols Kriminalfarce Chabrols süßes Gift aus dem Jahr 2000. In dieser Rolle fiel sie dem Modeschöpfer Karl Lagerfeld auf, der sie als Modell in der Werbekampagne für sein Parfüm Allure engagierte. Damit wurde sie Botschafterin des Hauses Chanel. Mouglalis empörte sich über Sofia Coppolas Film Marie Antoinette, weil darin der Reichtum gefeiert werde. Beim Anschauen habe sie sich gedacht: „Recht hatten die Revolutionäre, solchen Leuten gehört der Kopf abgeschlagen.“ Sie sprach sich für mehr Frauengleichstellung aus und lehnte Rollen von Mätressen und Huren ab, weil sie ein solches Bild der Frau nicht fördern wollte – „Schauspieler zu sein, ist auch ein politischer Akt“. Sie erklärte, dass sie an Lagerfelds Mode schätze, dass sie die Frau nicht zu einem Objekt der Begierde mache. Vielmehr schaffe er Kleider für „moderne Amazonen“.

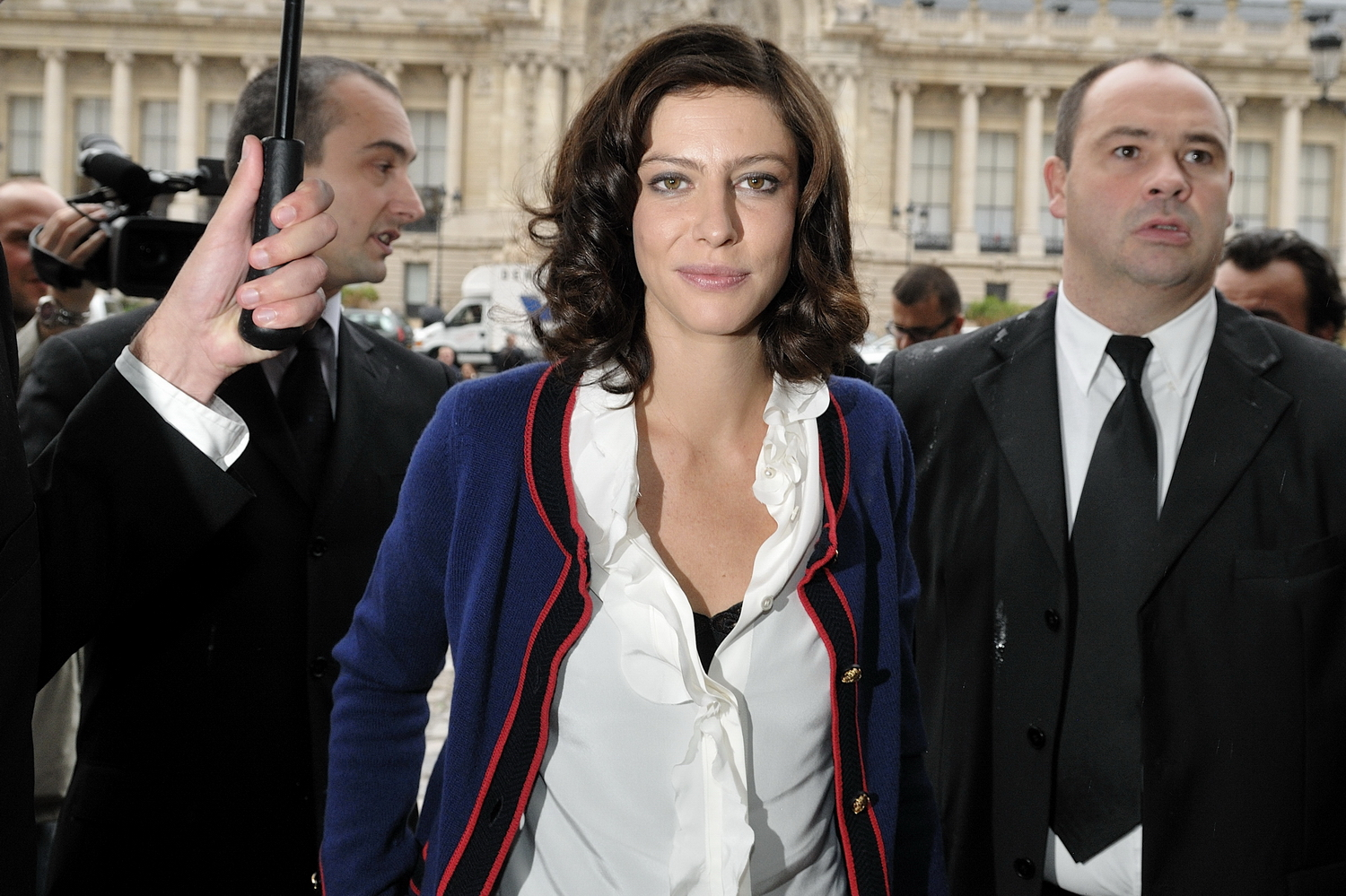
Mouglalis (2010)

Während Le Monde Anna Mouglalis die „schönste Entdeckung des französischen Kinos seit langem“ nannte, bezeichnete Le Figaro sie als die ausgereifteste und geheimnisvollste unter den jungen Schauspielerinnen des Landes. Auch Positif sprach von einer „mysteriösen Präsenz“. Neben einigen Rollen in griechischen und italienischen Filmen spielte Mouglalis in Frankreich historische Persönlichkeiten in biografischen Spielfilmen, so die Modegestalterin Coco Chanel in Coco Chanel & Igor Stravinsky (2009) und die Sängerin Juliette Gréco in Gainsbourg – Der Mann, der die Frauen liebte (2010).
Mouglalis war mit dem Filmregisseur Samuel Benchetrit liiert, in dessen Krimikomödie J’ai toujours rêvé d’être un gangster sie 2007 mitspielte. Im selben Jahr kam die Tochter des Paars zur Welt.
Im Jahr 2017 wurde Mouglalis in die Wettbewerbsjury der 74. Internationalen Filmfestspiele von Venedig berufen.

## Filmografie (Auswahl)
- 1999: Der Rachepakt (Terminale)
- 2000: Die Gefangene (La captive)
- 2000: Chabrols süßes Gift (Merci pour le chocolat)
- 2001: Schnee von gestern (De l’histoire ancienne)
- 2002: Novo
- 2002: Verraten und verkauft (La vie nouvelle)
- 2003: Leo in Männergesellschaft (En jouant ‚Dans la compagnie des hommes‘)
- 2004: Preis des Verlangens (Sotto falso nome)
- 2004: En attendant le déluge
- 2005: Romanzo criminale
- 2006: Der Liebespakt: Simone de Beauvoir und Sartre (Les amants du Flore) (TV-Film)
- 2007: J’ai toujours rêvé d’être un gangster
- 2009: Coco Chanel & Igor Stravinsky
- 2010: Gainsbourg – Der Mann, der die Frauen liebte (Gainsbourg (vie héroïque))
- 2010: Mammuth
- 2011: Chez Gino
- 2012: Kiss of the Damned
- 2012: Photo
- 2013: Eifersucht (La jalousie)
- 2014: Un voyage
- 2014: Il giovane favoloso
- 2015: Anna
- 2016–2020: Baron Noir (TV-Serie, 24 Folgen)
- 2018: The Most Assassinated Woman in the World (La femme la plus assassinée du monde)
- 2019: My Little One
- 2021: Das Ereignis (L’évènement)
- 2021: La Salamandre
- 2022: Le Tigre et le président
- 2022: War – La guerra desiderata
- 2023: La Vénus d’argent
- 2024: La mer au loin
- 2024: Ich lasse mir nichts mehr gefallen (Je ne me laisserai plus faire)
- 2024: Blood River (TV-Serie, 4 Folgen)
- 2025: Dalloway